# Baardmeestimalia
De baardmeestimalia (Yuhina flavicollis) is een zangvogel uit de familie Zosteropidae (brilvogels) die voorkomt in het Oriëntaals gebied.

## Kenmerken

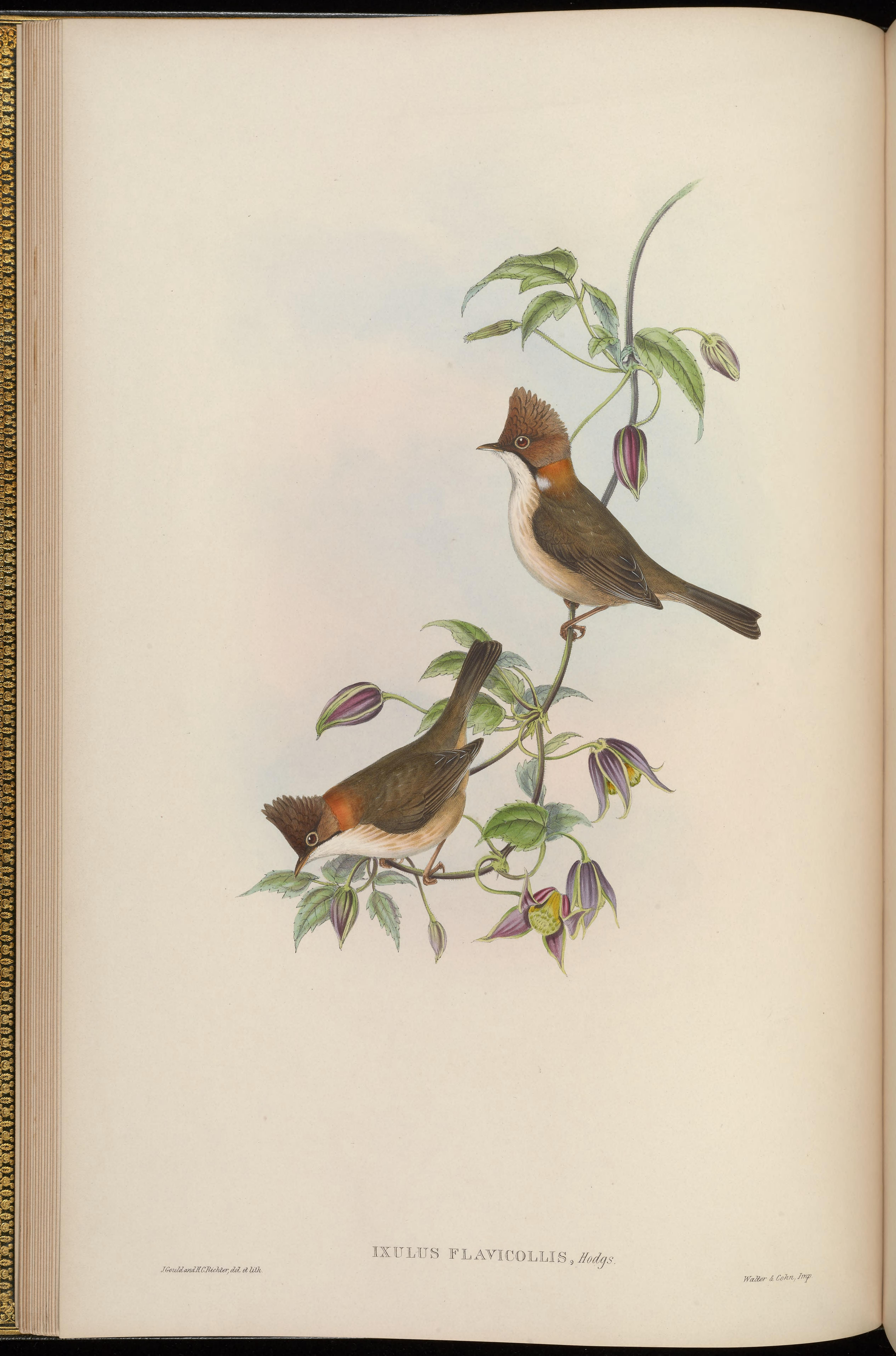

De baardmeestimalia is 14 cm lang. Kenmerkend voor deze meestimalia is de combinatie van een donkerbruin kuifje, daaronder grijs en dan weer een roodbruine kraag. Verder een duidelijke zwarte baardstreep. De vogel is licht van onder met op de flanken kleine streepjes.

## Verspreiding en leefgebied
Deze vogel komt voor van de Himalaya tot Indochina en telt vijf ondersoorten:
- Y. f. albicollis: westelijke en centrale Himalaya.
- Y. f. flavicollis: oostelijke Himalaya en zuidoostelijk Tibet.
- Y. f. rouxi: van noordoostelijk India tot noordelijk Indochina.
- Y. f. rogersi: noordelijk Thailand.
- Y. f. constantiae: centraal Laos.

De baardmeestimalia komt voor in ongerepte montane, altijd groen blijvende bossen, maar ook in secondair bos tot hoogtes van 3700 m boven de zeespiegel.

## Status
De baardmeestimalia heeft een ruim verspreidingsgebied en daardoor is de kans op de status kwetsbaar (voor uitsterven) gering. De grootte van de populatie is niet gekwantificeerd, maar hij behoort tot de meest algemene meestimalia's van het Himalayagebied. Om deze redenen staat deze meestimalia als niet bedreigd op de Rode Lijst van de IUCN.